# Протомолекула
Протомолекула — це інфекційний агент позаземного походження, вперше виявлений на Фебі Марсіанською Конгресовою Республікою. Він має здатність радикально змінювати заражені форми життя та використовувати їхню біомасу різними способами. Протомолекула, таємнича речовина з-поза нашої Сонячної системи, запускає ланцюгову реакцію, яка назавжди змінює космічний ландшафт «The Expanse». Це суміш органічних і механічних біоміметичних інопланетних технологій, що володіють незрозумілою надзвичайною силою. Розширюючи межі людського розуміння, ця страхітлива субстанція занурила людство в безодню екзистенційного страху. Перед лицем такої невблаганної сили учасники науково-фантастичного серіалу вступають у двобій, намагаючись розгадати загадку Протомолекули та зрозуміти її мотиви, перш ніж вона поглине все на своєму шляху.

## Відомості
Телесеріал «Expanse» пояснює походження Протомолекули через декілька сюжетних ліній, що охоплюють кілька сезонів і епізодів. Походження тісно пов'язане з таємничою інопланетною цивілізацією, відомою як Будівельники Кільця, яка колись населяла далекі куточки галактики.
Команда «Росінанта» та детектив Міллер зі станції Церера розкривають змову, яка має смертоносні наслідки для людей на станції. Незалежні розслідування сходяться на Еросі, де вони виявляють, що Джулі Мао мертва через якусь інфекцію. Її тіло ліквідується, коли інфекційний агент намагається звільнитися від свого господаря. Перед тим Джулі намагалася знищити всі джерела живлення у кімнаті, щоб зупинити поширення інфекції, але її боротьба була марною.
У «Критичній масі» доктор Дрезден повідомляє Жулю-П'єру Мао, батькові Джулі, що вона померла — але їм вдалося отримати зразок її крові, який містить достатньо речовини протомолекули для наступної фази їхнього експерименту. Мао погоджується продовжити операцію на Еросі. Це призвело до того, що станція стала осередком масового зараження, космічні доки були заблоковані, а люди не змогли евакуюватися. Охорона Ероса, колишні злочинці, найняті «Протогеном», піддають цивільне населення ураженню великою кількостю радіації, щоб прискорити розвиток протомолекули і перевести його на наступний етап.
У «Левіафані» опромінені люди Ероса звільняються з контейнерів, коли вони переходять на другу стадію зараження — переносять протомолекулу на тих, хто вижив. Вони стають переносниками інфекції, далі поширюючи протомолекулу станцією, прирікаючи решту працівників.
Дрезден спостерігає за відеозаписами, як населення Еросу вмирає від протомолекулярної інфекції, яка поширюється станцією, і наказує надіслати результати на станцію Тот. Однак він не бачить того, що протомолекула ставала чимось більшим, ніж просто інфекцією. Протомолекула також має здатність створювати колективний розум, що складається з розумів, які вона поглинула, і проєктує їхні голоси у всесвіт за допомогою радіосигналу.
Після контрольованого зараження Ероса «Protogen» прагне продовжити свої експерименти, інтегруючи протомолекулу з фізіологією людини та створивши гібридну істоту, як живу зброю. Цей задум став відомий як «проєкт Калібан». Його перше випробування показало, що Гібрид без проблем переміг групу земних солдатів, а також загін марсіанської космічної піхоти Боббі Дрейпер біля станції Ганімед. Гібриду не потрібен скафандр під час бою у вакуумі, що робить його смертельним ворогом в космосі.
Однак протомолекула не обмежується живою фізіологією, оскільки вона також може змінювати форму та використовувати все, з чим контактує. Після спуску станції Ерос на Венеру протомолекула почала змінювати форму планети зсередини, зводячи структури та створюючи пристрої, які уможливлювали миттєвий вихідний зв'язок. Протомолекула почала демонструвати, що вона має безмежний потенціал, який перевищує те, що передбачала корпорація «Protogen». Протомолекула миттєво деконструювавла наукове судно «Арбогаст», залишивши його екіпаж у космічному вакуумі. І зрештою запустивши Кільцеві ворота — масивну структуру з кротовиною, яка вела до Повільної зони та Кільцевої станції, надаючи доступ до сотень нових, раніше не відомих зоряних систем.
Пізніше було виявлено, що протомолекулу насправді створила давно мертва інопланетна цивілізація як засіб тераформування планетарих систем. Протомолекула-Слідчий, який використовує вигляд Міллера, підтверджує Голдену, що ця раса істот запустила протомолекулу до Сонячної системи, щоб розвинути там транспортний зв'язок, з'єднавши її з мережею Кільця. Однак, як припускає Дрезден у «Безпечному просторі», початковий зонд був захоплений гравітацією Сатурна і згодом став Фебою — одним із супутників Сатурна — що призвело до відкриття протомолекули «Протогеном» через мільярди років.
Коли Голден отримує бачення від його зв'язку з розумом-вуликом протомолекули, він бачить, що творці сили були знищені ще більш розвинутою расою. Протомолекула продемонструвала, що вона здатна змінювати закони фізики. Отже, ті, хто вбив творців протомолекули, володіли неймовірною міццю.
Справжню природу Протомолекули та її зв'язок із Будівельниками вперше досліджено в епізоді «Каскад». Фред Джонсон надає важливу інформацію про походження протомолекули. Він розповідає, що Будівельники, передовий позаземний вид, сконструювали Протомолекулу як засіб зміни тканини самого Всесвіту, володіючи величезною силою та контролем над простором і часом.
Однак 3-й сезон пропонує більш глибоке розуміння походження протомолекули. В «Кульбабовому небі» Джеймс Голден стикається з видінням інопланетної цивілізації, яка створила Протомолекулу в Кільці — таємничу структуру, побудовану Будівельниками. Ця зустріч дає Голдену можливість зрозуміти величезні технологічні можливості Будівельників та їхню остаточну долю.
Сама по собі протомолекула не є формою життя, а Ентоні Дрезден описує її як набір вільно плаваючих інструкцій, призначених для адаптації та керування іншими системами реплікації. Цей набір здатний підтримувати та адаптувати свою первинну структуру в різноманітних умовах, і він має спорідненість до структур вуглецю та кремнію. Але, ймовірно, є анаеробним і не розкладається під впливом кисню. Наомі Нагата ідентифікувала речовину на борту «Анубіса» як «нанорідину», показавши, що протомолекула є певною формою нанотехнології, яка по суті функціонує як псевдобіологічний «комп'ютер». Будучи молекулярною наномашиною, протомолекула використовує іонізуюче випромінювання як джерело енергії. Ріст значно прискорюється, якщо на нього впливають високі дози іонізуючого випромінювання.
Протомолекула була відправлена інопланетною цивілізацією всередину міжзоряного астероїда 2 мільярди років до подій серіалу. Цей астероїд був захоплений гравітацією Сатурна і став одним із багатьох його супутників, Феба. Але його пунктом призначення була Земля. Спочатку він розглядається як зброя, оскільки заражені люди гинуть.
Після викриття змови Мао щодо протомолекули Голден починає бачити видіння свого колишнього друга, детектива Міллера. Ці ілюзії видимі лише для Голдена, а «Міллер» насправді є протомолекулою, яка говорить у впізнаваній формі. Використовуючи це посилання, Голден може виявити цілі протомолекули та дізнатися про її походження. Протомолекула здатна «дотягнутися» до Голдена та маніпулювати сигналами в його мозку, щоб створити пряму лінію зв'язку, яку ніхто інший не зможе побачити чи почути. Джерелом бачень є невеликий вузол Протомолекули, залишений на «Росінанті», але Голдену не потрібно фізично бути на борту, щоб отримувати повідомлення Слідчого. Мета Протомолекули — дослідити загибель її творців; багато тисячоліть тому будівельники протомолекул були знищені невідомою расою, і тепер Слідчий хоче з'ясувати, чому, що сталося і хто це зробив. Щоб досягти цього, Слідчому потрібен фізичний помічник, і Голден бере на себе цю роль, допомагаючи «ввімкнути» як Кільцеві ворота, так і структури протомолекул на Ілусі під керівництвом Слідчого. Голден, ймовірно, був обраний Протомолекулою в основному через якості, якими він володіє. Коли Міллер був поглинений, Протомолекула змогла побачити тип людини Голдена — його цікавість, готовність, рішучість — і вирішила, що капітан «Росінанта» буде відповідним помічником у розслідуванні знищених будівельників Протомолекул. Однак Слідчий повідомив Голдена, що протомолекула — це не зброя, а інструмент. Він функціонує як розширена попередньо запрограмована платформа, створена Будівельниками Кільця. Імовірно, що програма використовує біомасу інопланетного світу (з перевагою живим відтворюваним формам) для створення речей. Тому життя не «вмирає», а «трансформується».
Не зброя, протомолекула виявляється неймовірно гнучким інструментом, здатним створювати та функціонувати в різноманітних цілях та об'єктах. Спрощено протомолекулу можна описати як універсальний реальний гакерський код, який переписує все, до чого торкається, відповідно до власних цілей.
Зразки протомолекул, надіслані до зірок 2 мільярди років тому, були молекулярними фагами, схожими на панспермію, винайденими та розробленими для дослідження великих галактик. Як і фаги, він зразок стати активним лише тоді, коли вступав у контакт із механізмом реплікації. Тоді на Землі примітивне життя забезпечило б достатньо, щоб живити процес трансформації, використовуючи будь-яке життя чи неживе, щоб підтримати власне зростання. Проте протомолекула не була запрограмована на розвиток життя. Головна мета — створити інфраструктуру, необхідну для міжзоряних подорожей і зв'язку. Коли наростає достатньо біомаси, зразок переміщується до зовнішніх меж цільової зоряної системи та будує ворота. Ворота ведуть до кротовини, яка встановлює зв'язок із загальногалактичною кільцевою мережею її творців — з понад тисячею інших воріт, відкритих у багатьох зоряних системах. У нашій системі це мало бути Сонячне кільце, ворота для доступу до всієї мережі.
Інше важливе використання стародавніх інопланетян, які його створили — розробка відповідних об'єктів на планетах (електростанція, сховище даних, ремонтна майстерня та інші речі). Навіть через тисячоліття він активує їхню технологію, як паливо, якимось чином пробуджуючи дрони, платформи для ремонту суден, транспортні лінії, доступ до віртуальних бібліотек в багатьох світах за воротами Кільцевої мережі. Протомолекула має складні відносини з мозком людини. Часом після його вивільнення люди виявляють кілька способів, якими він має керувати, впливати чи відволікати індивідуальну свідомість, але коли поглинає живу матерію, протомолекула, однак, не є свідомою. Тому це інструмент, а не форма інопланетного життя.
У якийсь момент між запуском зграї зондів Брейсвелла і сьогоденням цивілізація, яка винайшла, а потім розсіяла протомолекулу, була атакована та, зімовірно, знищена невідомим агресором.
З розвитком сюжету сили Протомолекули зростають до катастрофічного рівня. В «Домівці» Ерос, небесне тіло, заражене протомолекулою, зазнає жахливої метаморфози, перетворюючись на колосальну біоорганічну структуру, яка кидає виклик гравітації та демонструє жахливий інтелект. Цей кошмарний сценарій підкреслює здатність протомолекули маніпулювати матерією в астрономічному масштабі та підкоряти реальність своїм планам. У той час як телевізійний серіал в основному досліджує здібності протомолекули через візуальне середовище, книги дають додаткову інформацію. У «Війні Калібана» читачі відкривають потенціал Протомолекули для створення порталів, схожих на кротовини, що дозволяє миттєво подорожувати на великі відстані. Ця влада має потенціал змінити долю людства. В «Зміні парадигми» Джеймс Голден і команда «Росінанта» опиняються у центрі назріваючого міжзоряного конфлікту. Протомолекула, колись випущена на Ерос, заражає військовий корабель, який став астероїдом, «Наву». Ця інфекція перетворює «Наву» на біоорганічний гібридний корабель, демонструючи здатність Протомолекули псувати та змінювати технологію в космічному масштабі. Вплив протомолекули поширюється далеко за межі суден і небесних тіл. В «Спаленні» відбувається викриття — вплив Протомолекули розкривається у формі Кільця, колосальної структури, яка виникає у зовнішніх межах Сонячної системи. Це розпалює шалену гонку за владу та контроль, оскільки різні фракції змагаються, щоб використати секрети Протомолекули для власних цілей.
Книги дають додаткові відомості про вплив протомолекули. У «Попелі Вавилону» наслідки вивільнення протомолекули досліджуються більш детально. Руйнування, викликане катастрофічними подіями появи Кільця, призводить до крихкого балансу сил, коли людство балансує на межі знищення. Вплив Протомолекули відображає боротьбу персонажів із неконтрольованими силами, коли вони борються з власною малозначимістю перед обличчям космічних потрясінь. Він служить нав'язливим нагадуванням про те, що доля людства переплетена з більшим полотном, де межі ідентичності, влади та мети назавжди змінюються.